# Saturn AL-41
 (juillet 2019).
Si vous disposez d'ouvrages ou d'articles de référence ou si vous connaissez des sites web de qualité traitant du thème abordé ici, merci de compléter l'article en donnant les références utiles à sa vérifiabilité et en les liant à la section « Notes et références ».

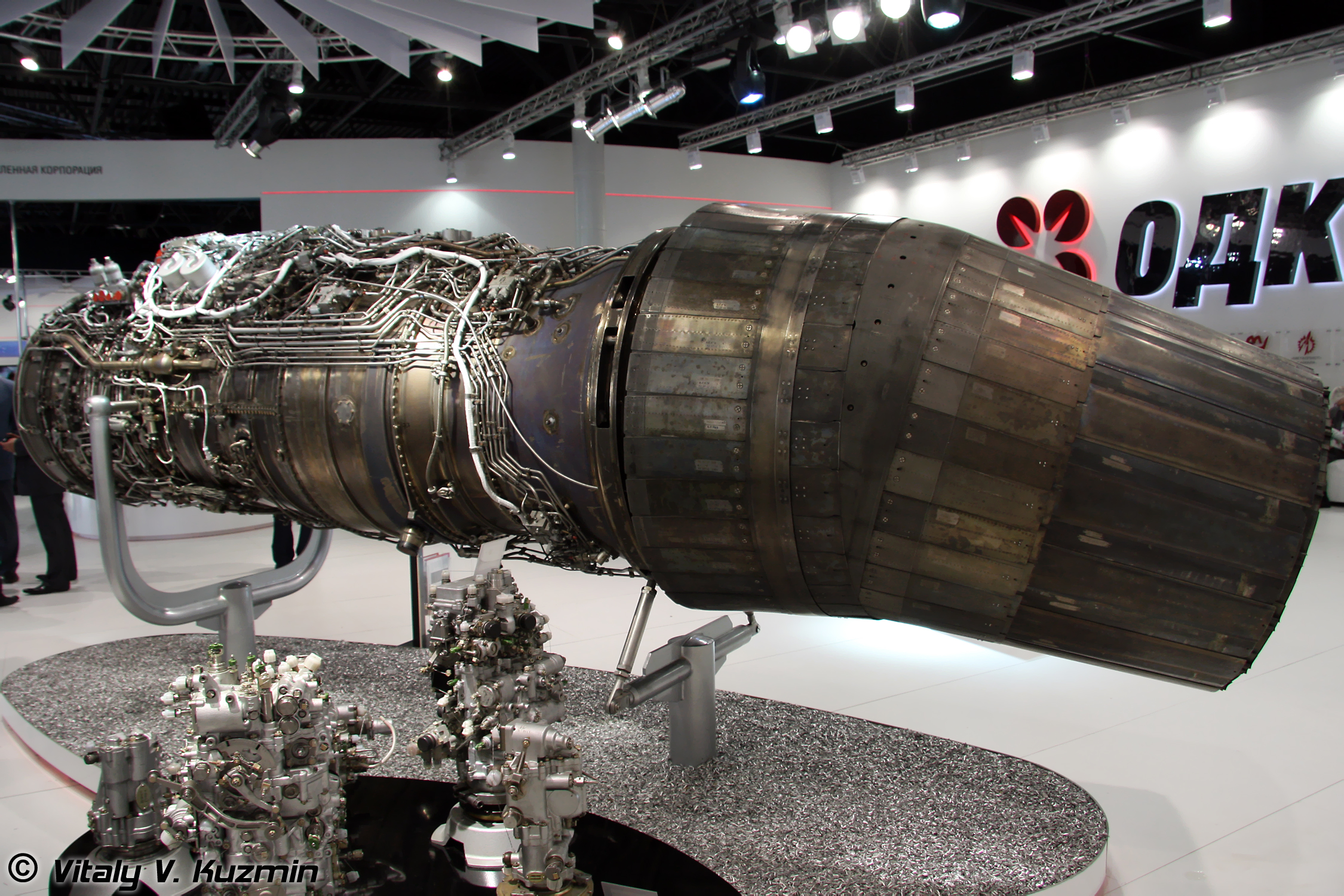
Un AL-41 destiné au Su-35, exposé en 2009.

Le moteur NPO Saturn AL-41F est un turboréacteur russe, conçu pour le vol en régime de supercroisière.

## Design et développement
Le programme a été lancé en 1985 et le premier prototype a volé sur un Tupolev Tu-16 Badger d'essai en 1990. Le prototype a développé 176 kN de poussée avec post-combustion . L'objectif de poussée avec PC étant fixé à 200 kN.
À l'origine, il a été développé pour le Mikoyan Mikoyan MiG 1.44, le moteur a été construit à partir du turboréacteur AL-31F pour des raisons de compatibilité (notamment avec les moteurs des Soukhoï Su-27 Flanker. Le moteur est semble-t-il entré en production en série mais à cadence faible afin d'équiper le Soukhoï Su-34.

## Versions
Une version fortement améliorée de l'AL-31F a été développée pour le prototype du Soukhoï Su-35BM et peut-être pour les premiers vols du Soukhoï PAK-FA. Le moteur a été nommé AL-41F1A.
Il est important de noter que le moteur AL-41F1A n'est pas considéré comme faisant partie de la série AL-41 car il utilise le cœur de l'AL-31F, alors que l'AL-41F utilise un cœur entièrement nouveau.
Cette désignation a été donnée car le moteur approche les objectifs de spécifications de la nouvelle classe de moteur AL-41F. Ce moteur doit pouvoir développer une poussée de 14,5 tonnes. il est également capable d'ajouter des déflecteurs afin d'obtenir une poussée vectorielle tridimensionnelle.

## Spécifications
Les spécifications ne sont pas encore définitives, mais plusieurs sources le donnent comme pouvant développer une poussée de 40 000 lbf (177,93 kN), et aurait un rapport masse-puissance de 11:1.

## Traduction
- (en) Cet article est partiellement ou en totalité issu de l’article de Wikipédia en anglais intitulé « Saturn AL-41 » (voir la liste des auteurs).